# نوپسرها وریابیلیس
نوپسرها وریابیلیس یک گونه سوسک از خانوادهٔ سوسک‌های شاخک‌دراز است. چارلز جوزف گاهان در سال ۱۸۹۴ این گونه را توصیف و بررسی کرد. این گونه در کشورهای تایلند، هند، چین، میانمار، ویتنام و لائوس یافت شده است. نوپسرها وریابیلیس از Thunbergia grandiflora و درخت ساج تغذیه می‌کند. این گونه نوع Nupserha variabilis var. latestacea را هم شامل می‌شود.